# Huelga general en Venezuela de 2016
La Huelga general de Venezuela de 2016 fue una huelga general convocada para el viernes 28 de octubre de 2016, por varias organizaciones sindicales venezolanas, entre ellas Acción Democrática, Alianza Bravo Pueblo, Convergencia, FL, Primero Justicia, Un Nuevo Tiempo y movimientos como el Movimiento estudiantil venezolano como protesta contra la suspensión del referéndum presidencial.

## Contexto político y social
El Proyecto de referéndum revocatorio de Venezuela inició su camino en 2016, durante la crisis económica, que en Venezuela se empezó a reflejar en un aumento muy pronunciado del número de desempleados y la inflación, mientras que otros países de su entorno mostraban un aumento del desempleo mucho más moderado. El entonces presidente de la Asamblea Nacional Henry Ramos Allup manifestó entonces la predisposición del referéndum revocatorio contra el presidente del gobierno de Venezuela.
En los meses siguientes no se llegó a ningún acuerdo y el panorama político se volvió más delicado con, por una parte, la fuerte depreciación del bolívar respecto del dólar estadounidense; y por otra, el fuerte descenso de los ingresos públicos. 
En este contexto la coalición de partidos políticos opositores venezolanos Mesa de la Unidad Democrática (MUD) realizó la primera solicitud para la activación de la convocatoria de un referéndum revocatorio a principios de marzo de 2016, esperando de parte del Consejo Nacional Electoral (CNE) la entrega de un formato de planillas por medio de las cuales se debe recolectar un número de firmas de ciudadanos igual al 1 % del padrón electoral de Venezuela (aproximadamente 195 mil electores), el cual, de acuerdo con el reglamento instituido por dicho organismo en 2007, constituye la conformación de una "asociación de ciudadanos" facultados para la realización formal de la solicitud para la activación del proceso referendario que a su vez debería ser validado por una recolección de firmas igual al 20 % del registro electoral permanente (aproximadamente 4 millones de electores), junto con el reglamento con los protocolos para tal recolección, pero tal solicitud no fue atendida por el CNE bajo diferentes argumentos, siendo la penúltima de dichas solicitudes fue respondida por el CNE mediante un comunicado de prensa después ampliado en una entrevista de televisión por la presidenta del CNE Tibisay Lucena, donde aclaraba que la petición no había sido atendida porque a juicio del ente comicial, la solicitud de un referéndum revocatorio no podía ser tomado como un derecho de los partidos políticos sino "de los ciudadanos", y que por ello para la petitoria de las planillas para la conformación de la asociación ciudadana debían realizarse "asambleas ciudadanas" que tramitaran dicha solicitud. A juicio del constitucionalista José Ignacio Hernández, tal exigencia no contemplada en la normativa del CNE de 2007 constituiría una violación a la Ley Orgánica de Simplificación de Trámites Administrativos.
En respuesta a las exigencias del CNE, la MUD consignó como petitorio de asambleas ciudadanas una recolección de 2040 firmas de militantes de los partidos conformantes de la coalición que fue entregada al CNE el 12 de abril a fin de obtener como respuesta del ente comicial el formato de las planillas para recolección de firmas para la conformación de la asociación ciudadana exigida por el mismo. A pesar de las expectativas de la oposición, el CNE en sesión plena de sus rectores principales no entregó inmediatamente el formato de planillas solicitado por la MUD a fin de dedicar los días siguientes a la verificación de los recaudos entregados por la organización, sin dar a los medios de comunicación ninguna fecha tentativa para la respuesta definitiva a la solicitud, notificación altamente repudiada por el rector principal del CNE Luis Emilio Rondón y de dirigentes de oposición.
Interpretando las medidas del CNE como una estrategia dilatoria del proceso, orquestada desde el partido de gobierno, el líder de la oposición y gobernador del estado Miranda, Henrique Capriles, convocó a una movilización masiva para el 27 de abril en todas las capitales del país hacia sus respectivas sedes del CNE como medida de presión para exigir la entrega de las planillas para la conformación de la asociación ciudadana para convocatoria del referéndum, paralelamente teniendo lugar otras medidas de protesta, constituyendo la más polémica la de 7 diputados de la MUD ante la Asamblea Nacional (AN) quienes se encadenaron a la entrada de la sede principal del CNE en Caracas el 21 de abril bajo la promesa de permanecer ahí hasta que fuesen entregadas las planillas. Tal protesta fue sin embargo rápidamente suspendida por efectivos de la Guardia Nacional Bolivariana (GNB) que sacaron forzosamente a los diputados de la sede del CNE. Diferentes corresponsales de medios de comunicación denunciaron ser atacados físicamente por la GNB mientras cubrían los acontecimientos, mientras que en días posteriores el Defensor del Pueblo y exgobernador por el PSUV del estado Anzoátegui Tarek William Saab aseguró, mientras repudiaba las agresiones contra periodistas, que los diputados que protestaban encadenados en el CNE habían agredido a trabajadores de la institución, acusaciones por las cuales el CNE aseguró que tomaría acciones legales contra los diputados de la AN acusándolos de formar parte de una "conspiración" dedicada a "deslegitimar a las instituciones del país".

## Huelga
A pesar de la organización de la MUD para la movilización contra el CNE del 27 de abril, un día antes el CNE de manera imprevista anunció la entrega de las planillas solicitadas por la MUD para la recolección de firmas del 1 % del electorado nacional, anuncio que tuvo lugar simultáneamente con la realización de la sesión ordinaria de dicho día de la AN, en la que mediante una interrupción sobrevenida de la sesión el presidente de la cámara, Henry Ramos Allup, y el resto de la bancada opositora aprovecharon para, de manera simbólica, ser los primeros firmantes de la recolección. Al verse consumado el objetivo de la planificada movilización sin que esta tuviera lugar, los líderes de la oposición anunciaron que en vez de la marcha la oposición comenzaría con la recolección de firmas del 1 % del registro electoral en la fecha y puntos de concentración originalmente estipulados para la suspendida marcha.